# Pedersenia
Pedersenia là chi thực vật có hoa trong họ Amaranthaceae.